# Felső-tó
A Felső-tó (angolul Lake Superior, franciául Le Lac Supérieur) a legnagyobb az észak-amerikai Nagy-tavakat alkotó öt tó közül, a világ második legnagyobb területű édesvízű tava, víztérfogatát tekintve pedig a harmadik legnagyobb.
Északi partján a kanadai Ontario tartomány és Minnesota, az Egyesült Államok (USA) tagállama osztozik, déli szomszédai Wisconsin és Michigan (mindkettő USA).
Nevét 17. századi francia felfedezőktől kapta: franciául Le Lac Supérieur, azaz „a felső tó”, mert a Huron-tótól északabbra, „feljebb” helyezkedett el.

## Hidrográfiája
A világ összes tavát tekintve a Felső-tó terület alapján csak a második legnagyobb, megelőzi a sós vizű Kaszpi-tenger. Az édesvizű tavak közt a legnagyobb területű. Víztérfogatát tekintve kisebb az oroszországi Bajkál-tónál és a közép-afrikai Tanganyika-tónál is. Területe 82 413 km², azaz kicsivel nagyobb, mint Csehország. Legnagyobb hosszúsága 563 kilométer, maximum szélessége 257 kilométer, partvonalának hossza 4385 kilométer. 

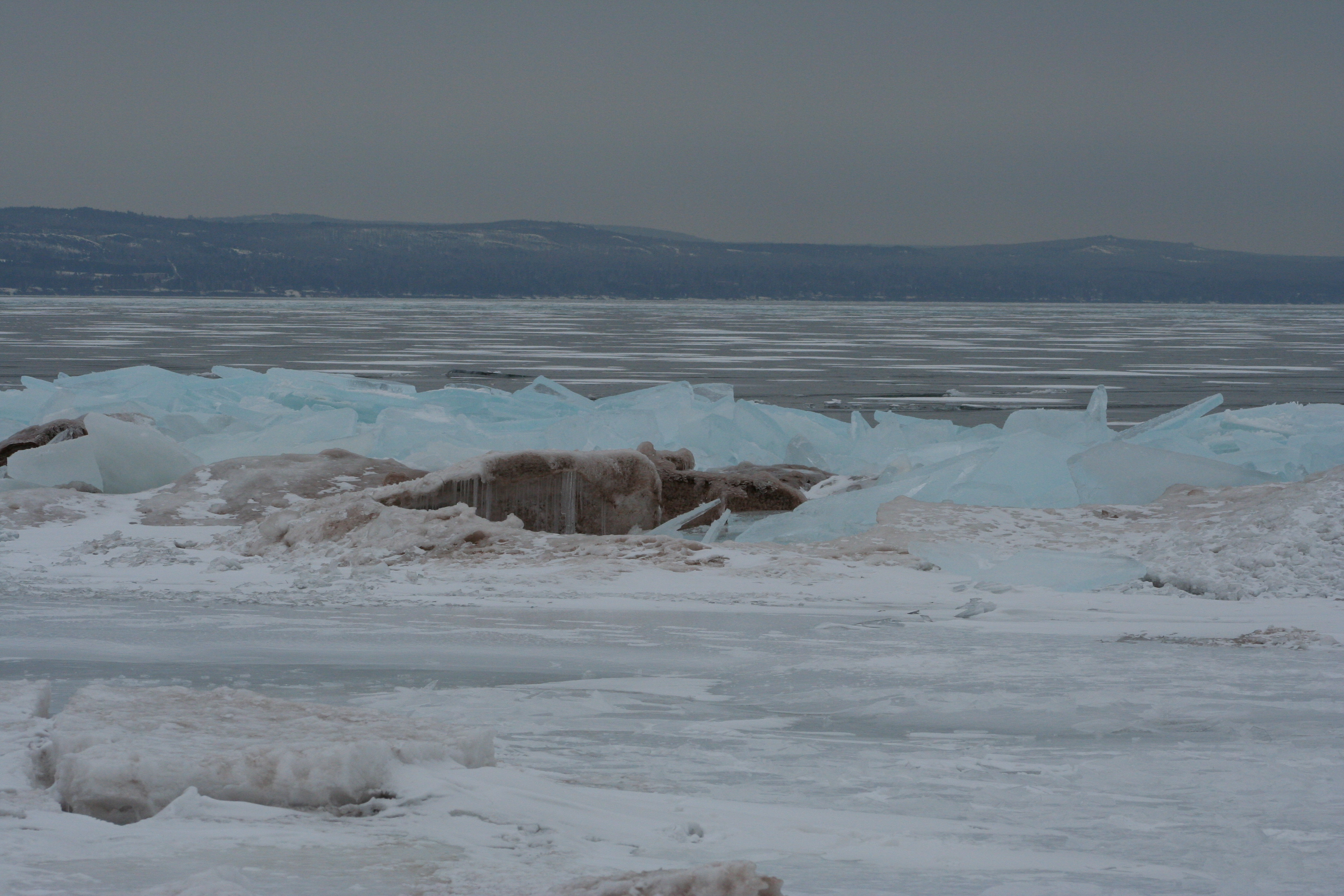
Jég a Felső-tavon

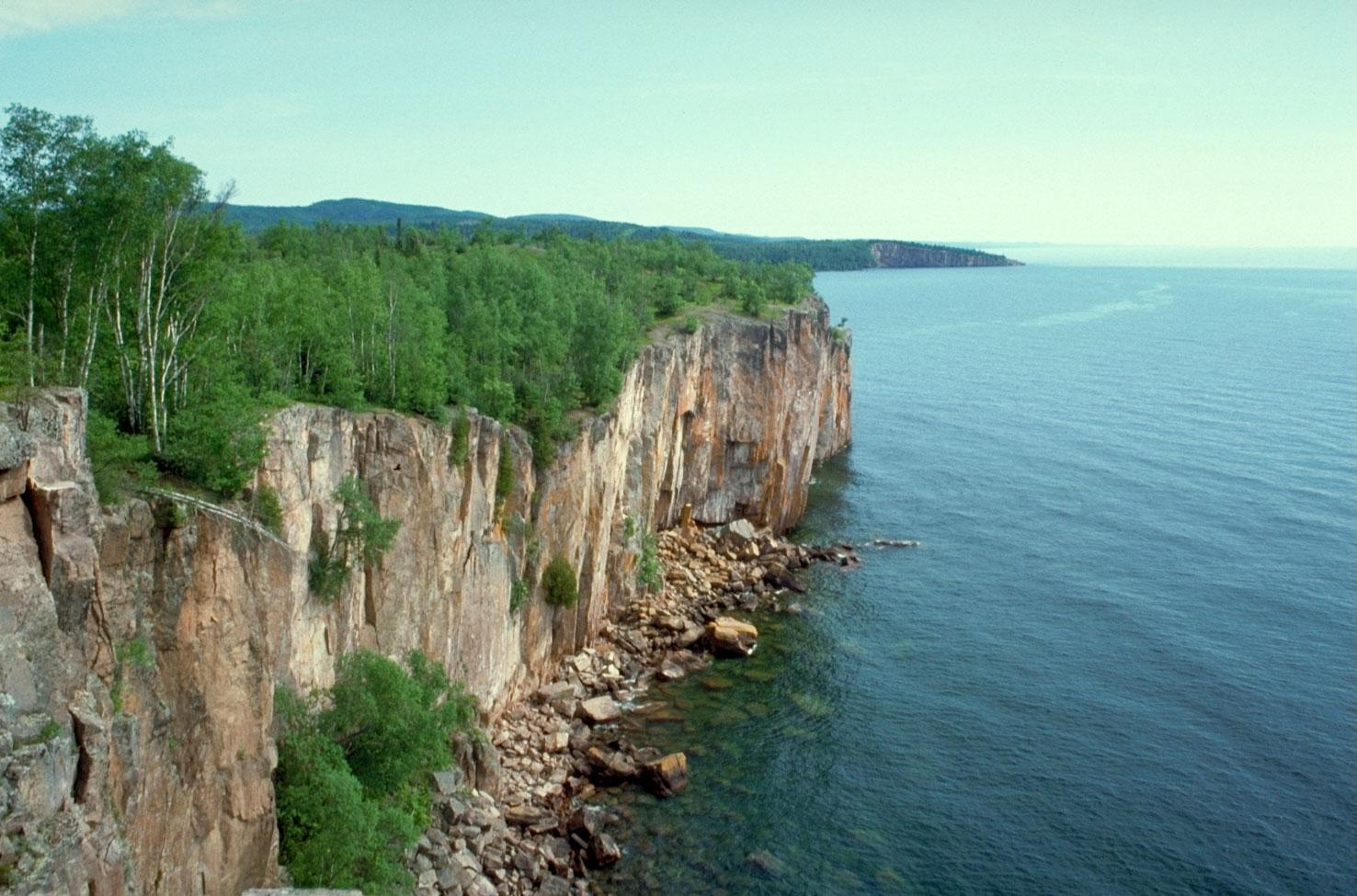
Sziklapart a Felső-tó északi részében, Palisade Headnél, a minnesotai Tettegouche Állami Parkban

Átlagos vízmélysége 147 méter, de legmélyebb pontján 406 métert mértek. (Ez egyben Észak-Amerika legmélyebben fekvő pontja, amelyet először J. Val Klump limnológus ért el, 1985. július 30-án.) Felülete 183 méterrel van a tengerszint felett. A Felső-tó víztérfogata 12 100 km³: vizével 30 centiméter magasan lehetne beborítani Észak- és Dél-Amerika teljes területét. 
A tavon végigsöprő viharok gyakran gerjesztenek hat méteresnél magasabb hullámokat, de nem szokatlanak a kilenc méternél is nagyobb hullámok.

### Mellékfolyók
A tóba több mint 200 folyó ömlik. Ezek közül a legnagyobbak a Nipigon folyó, a Saint Louis-folyó, a Galamb folyó (angolul Pigeon River), a Pic folyó, a Fehér folyó (White River), a Michipicoten folyó, a Brule folyó és a Kaministiquia. 
Vizét a Saint Mary folyó szállítja a Huron-tóba. Útközben a víz 7-8 métert esik. A Felső-tó a Szent Lőrinc-víziút része, hajóforgalmat a Soo-zsilipekkel biztosítják.

## Földrajza
Legnagyobb szigete a Michigan állam területén lévő, 72 kilométer hosszú Isle Royale, amelynek magának is vannak tavai, sőt ezek közül néhánynak vannak szigetei is. További jelentős szigetei: a Madeline-sziget Wisconsinban és a Michipicoten-sziget Ontarióban.
A Felső-tó nagyvárosai: Duluth, Superior, Thunder Bay, Marquette, illetve Sault Ste. Marie kettős városa Michiganben és Ontarióban. A tó nyugati csücskénél fekvő Duluth a Szent Lőrinc-víziút legtávolabbi pontja a tengertől és egyben a világ legmélyebben a szárazföld belsejében lévő tengeri kikötője.